# Jaguar XK140
Jaguar XK140 — спортивный автомобиль фирмы Jaguar, выпускался в период с 1954 по 1957 год. 
Дебютировавший в 1954 году Jaguar XK 140 пришёл на смену успешному Jaguar XK 120, который выпускался с 1948 по 1954 годы.
Первый спортивный автомобиль Jaguar с автоматической коробкой передач. Максимальная скорость — 199 км/ч. Не было усилителя руля и вакуумного усилителя тормозов, а в коробке передач отсутствовали синхронизаторы. Автомобиль предлагался в трёх версиях: родстер, купе с жёсткой крышей и купе с откидным верхом.
| Модель                                  | Годы      | Рабочий объём | Тип                                              | Диаметр/Ход поршня | Карбюратор | Мощность                           |
| --------------------------------------- | --------- | ------------- | ------------------------------------------------ | ------------------ | ---------- | ---------------------------------- |
| XK 140 3.4                              | 1954-1957 | 3442 см³      | 6-цилиндровый, рядный, бензиновый, ГРМ типа DOHC | 83 мм/ 106 мм      | 2х SU H6   | 142 кВт (190 л.с.) при 5500 об/мин |
| XK 140 3.4 SE (C-Type Head)("MC" в США) | 1954-1957 | 3442 см³      | 6-цилиндровый, рядный, бензиновый, ГРМ типа DOHC | 83 мм/ 106 мм      | 2х SU H8   | 157 кВт (210 л.с.) при 5750 об/мин |

## Галерея

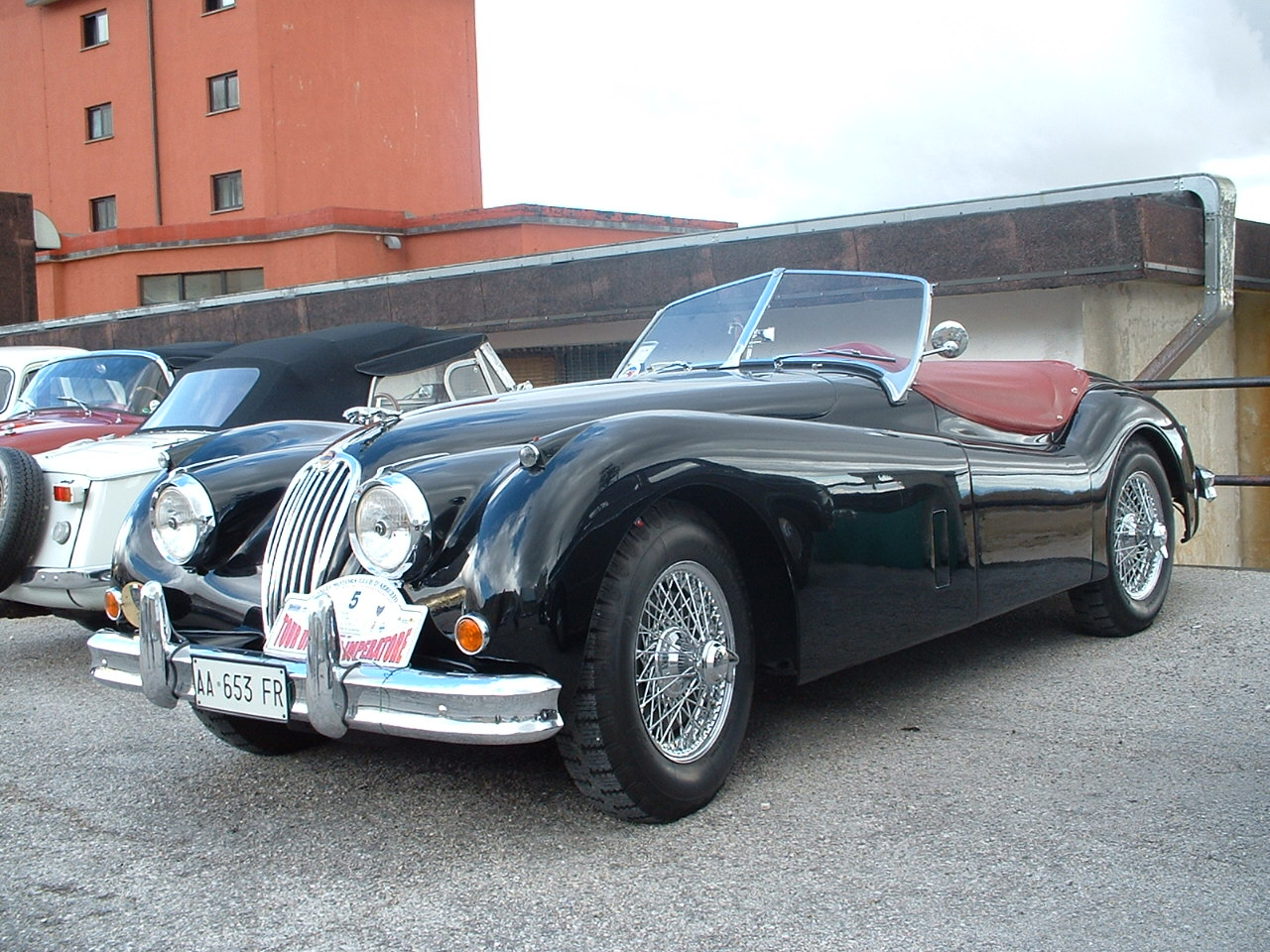
Jaguar XK140, 1954
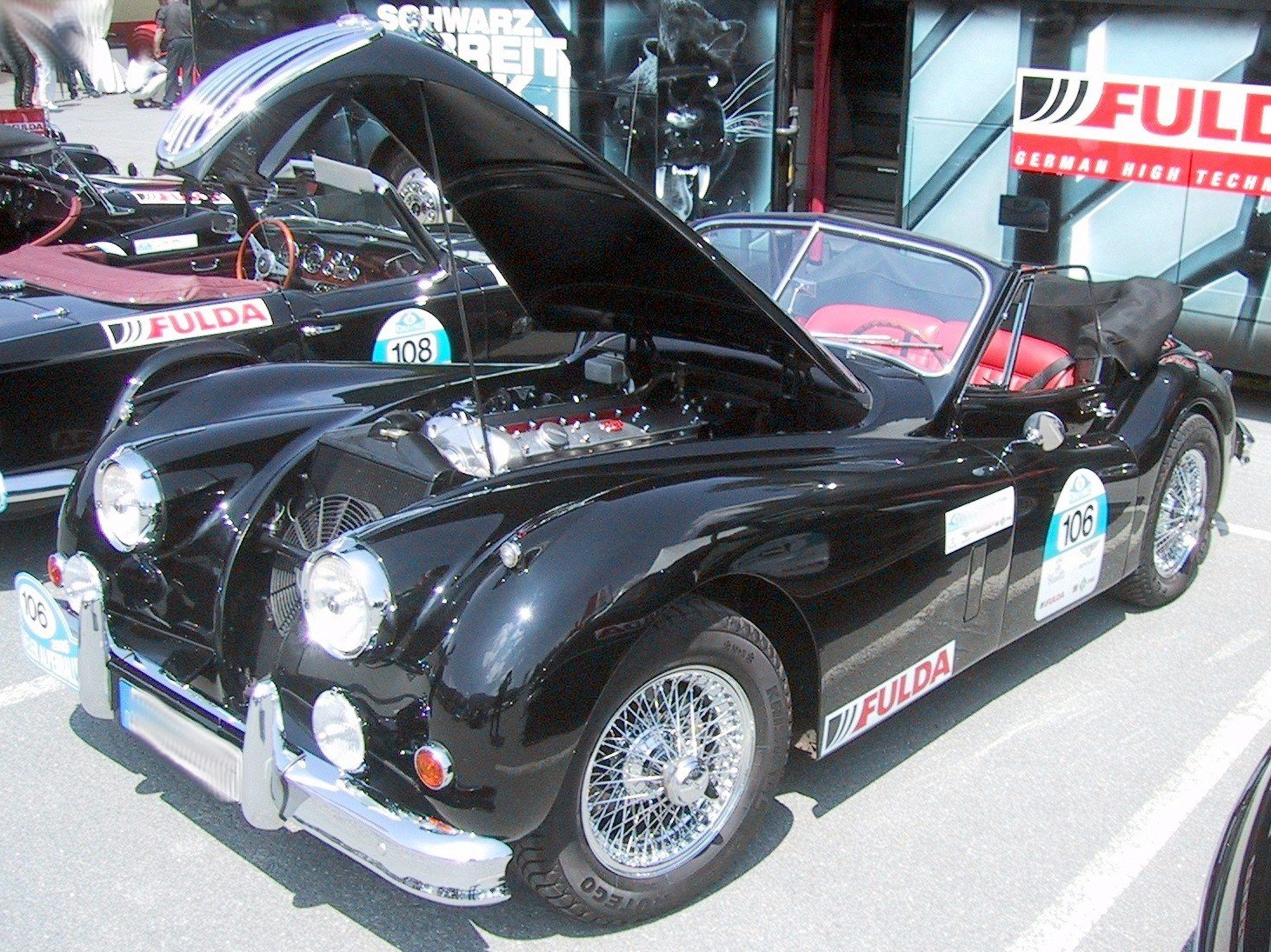
Jaguar XK140, 1954
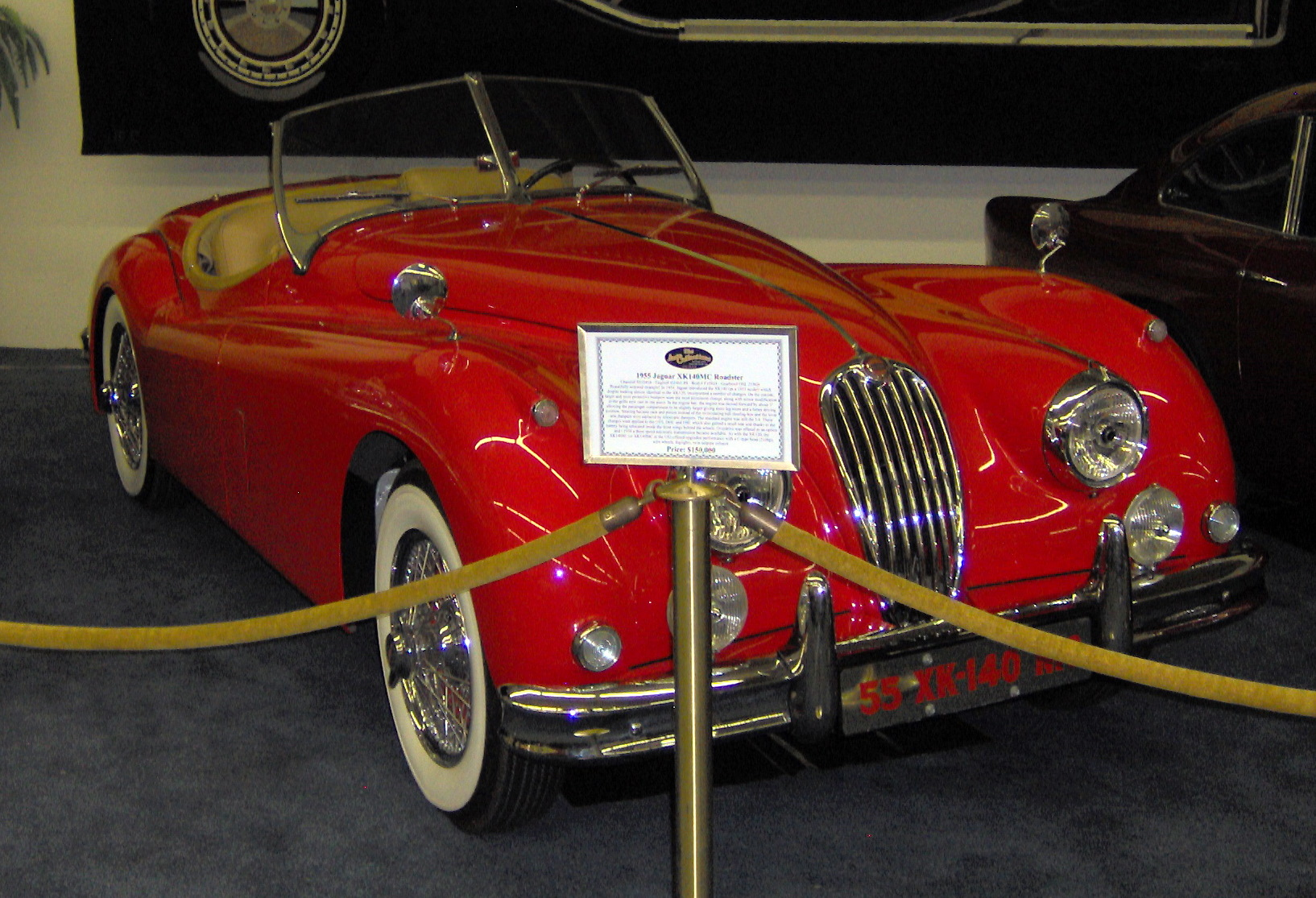
Jaguar XK140, 1954
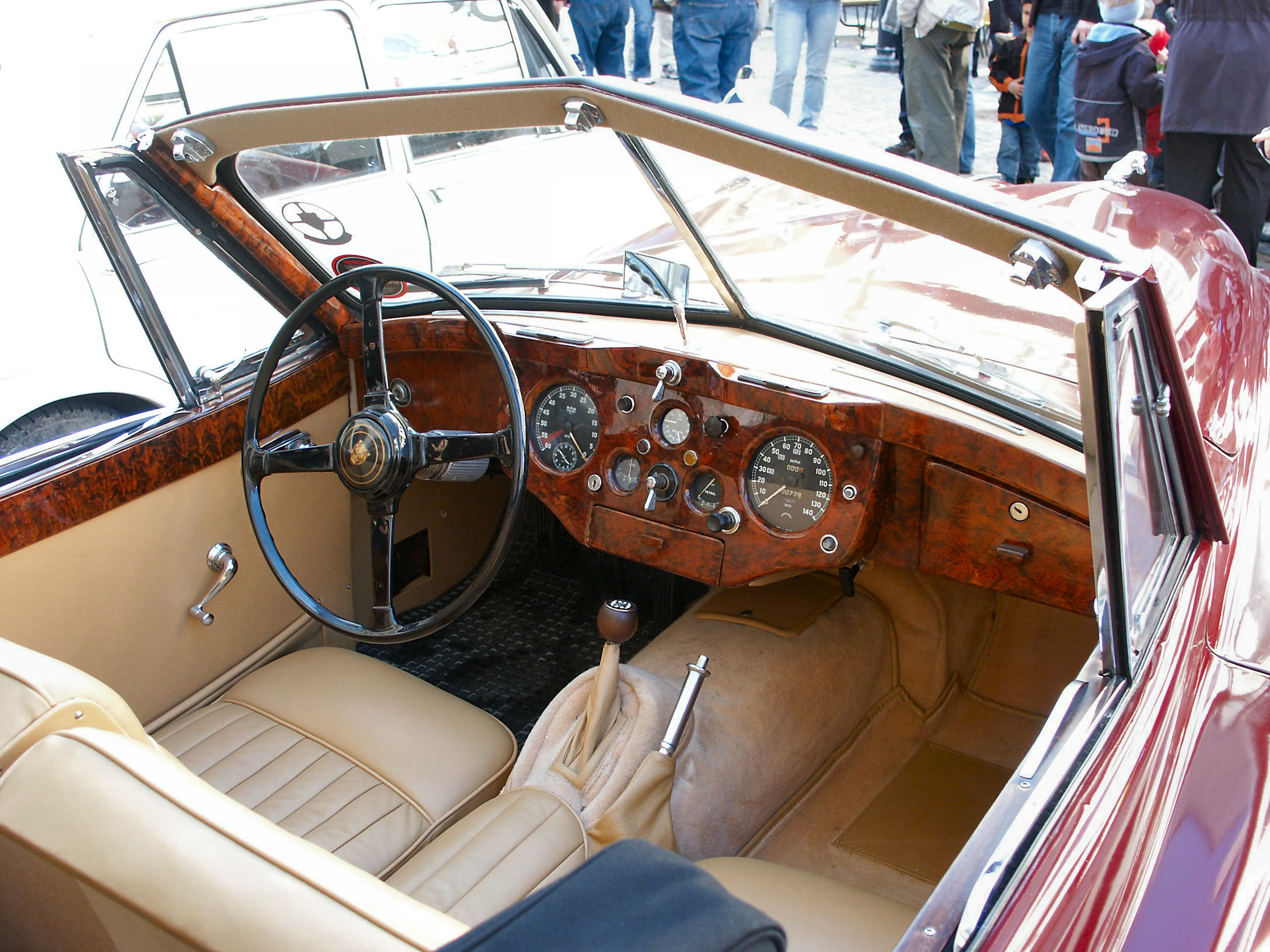
Jaguar XK140, 1954